# Крупа (Семич)
Крупа (словен. Krupa) — поселення в общині Семич, регіон Південно-Східна Словенія, Словенія.